# Rajko Tavčar
Rajko Tavčar (ur. 21 lipca 1974 w Kranju) – słoweński piłkarz grający na pozycji pomocnika, reprezentant kraju.
W 2002 roku wziął udział w mistrzostwach świata. Na poziomie 2. Bundesligi rozegrał 120 meczów – najwięcej dla SpVgg Unterhaching (41).